# 三分法
三分法（さんぶんぽう）とは、簿記で商品売買に関して、仕入、売上、繰越商品の3つの勘定科目で処理する方法。「三分割法」ともいう。
この方法とは別に、商品と商品売買益で処理する「分記法」と商品のみの単一勘定で処理する「総記法」などがある。
詳細は、商品売買の記帳方法を参照。